# 2,3-二氢呋喃
2,3-二氢呋喃（英語：2,3-Dihydrofuran）是一种杂环化合物。是最简单的烯醇醚之一。